# Maud de Ufford
Maud de Ufford (1345-1346 - 25 janvier 1413), comtesse d'Oxford, est une riche aristocrate anglaise et l'épouse de Thomas de Vere, 8e comte d'Oxford. Son seul enfant est Robert de Vere, 9e comte d'Oxford, le favori du roi Richard II d'Angleterre. En 1404, elle participe à un complot contre le roi Henri IV d'Angleterre et est envoyée à la Tour de Londres, mais elle est cependant graciée grâce aux efforts de la reine Jeanne de Navarre.

## Famille
Maud est née en Irlande vers 1345 ou 1346. Ses parents sont Sir Ralph de Ufford, juge en chef d'Irlande et Maud de Lancastre, veuve de Guillaume de Bourg, comte d'Ulster. Maud est leur unique enfant et héritière, même si elle a une demi-sœur maternelle, Élisabeth de Bourg, comtesse suo jure d'Ulster.
Le 9 avril 1346, son père, juge incompétent peu aimé des Irlandais, meurt à Kilmainham. Maud et sa mère se réfugient alors en Angleterre. Entre le 8 août 1347 et le 25 avril 1348, sa mère devient chanoinesse au prieuré augustinien de Campsey dans le Suffolk.

## Mariage
Quelque temps avant le 10 juin 1350, alors qu'elle est encore enfant, elle épouse Thomas de Vere, fils et héritier de John de Vere, 7e comte d'Oxford et de Maud de Badlesmere. Le couple a un fils : Robert de Vere (16 janvier 1362-1392), 9e comte d'Oxford, marquis de Dublin et duc d'Irlande.
Son époux devient comte d'Oxford en 1360 et meurt en septembre 1371. Maud est bien pourvue en termes de dot et de douaire ; à partir de 1371, elle détient près de la moitié des domaines ancestraux de Vere et elle reçoit un revenu annuel de 662 livres. Sa résidence principale est située à Great Bentley dans l'Essex. Elle est décrite comme une propriétaire terrienne dépensière, et s'engage dans des litiges avec son beau-frère, Aubrey de Vere (10e comte d'Oxford) sur les propriétés de la famille de Vere.
En 1387, lorsque son fils répudie sa première femme, Philippa de Coucy, pour Agnès de Launcekrona, une dame d'honneur tchèque de la reine Anne de Bohême, Maud prend le parti de Philippa contre celui de son fils. Elle admet tenir à Philippa "plus chère que si elle avait été sa propre fille", et n'hésite pas à maudire Robert pour ses actions. Philippa réside alors avec Maud. Malgré sa colère face au comportement de son fils envers sa femme, Maud lui rend néanmoins visite dans le Brabant après son exil forcé par les Lords Appelants et le Parlement en 1388, où elle lui apporte des cadeaux. Elle est pardonnée le 10 mai 1391 pour "avoir traversé la mer sans permis jusqu'au Brabant pour s'entretenir avec son fils Robert de Vere, feu comte d'Oxford, et pour l'avoir gratifié de certains cadeaux". Maud reste en grande faveur auprès du roi Richard après l'exil de son fils, recevant ainsi le 16 novembre 1389 une concession du revenu de toutes les terres ayant appartenu à son mari pendant vingt ans. Cette disposition est annulée à la mort de son fils en 1392, lorsque son oncle Aubrey lui succède comme comte d'Oxford.

## Conspiration
En 1404, Maud s'implique dans un complot avec les abbés de Beeleigh, Colchester et St. Osyth pour déposer le roi Henri IV par une invasion française et le remplacer par le roi Richard, que la rumeur affirme comme étant encore en vie. Il est également allégué qu'elle a fait façonner des livrées ornées de cerfs blancs, emblème du roi Richard. Elle est arrêtée et envoyée à la Tour de Londres en mai 1404 ; cependant, grâce à l'intervention de la reine Jeanne de Navarre, elle est finalement graciée par le roi Henri le 16 novembre 1404.
Maud meurt le 25 janvier 1413 à Great Bentley dans l'Essex. Elle est inhumée en l'abbaye de Bruisyard dans le Suffolk, près de sa mère, la fondatrice, et de sa demi-sœur Élisabeth de Bourg, et non pas au monastère d'Earl's Colne dont elle avait été la mécène, et où son mari et son fils sont inhumés. Son exécuteur testamentaire est nommé Robert Boleyne.